# Coupe de Belgique de football 2012-2013
Navigation
Édition précédente Édition suivante
La Coupe de Belgique 2012-2013 est la 58e édition de la Coupe de Belgique.
À la suite des éliminations précoces de « grands noms » du football belge lors de l'édition précédente, l'URBSFA annonce un remodelage du format de la compétition. Mais après de longues semaines de palabres et de propositions diverses (têtes de série protégées comme en tennis), rien ne ressort des instances fédérales et la formule reste inchangée. Le principe de matchs aller-retour à partir des quarts de finale ne devrait cependant pas être conservé.
La finale est programmée le jeudi 9 mai 2013 au Stade Roi Baudouin. Elle oppose le Cercle Brugge K. SV au K. RC Genk qui s'impose 2-0 et remporte la 4e coupe de son histoire.

## Fonctionnement - Règlement
La Coupe de Belgique est jouée par matchs à élimination directe. Les équipes de Division 1 (Jupiler Pro League) ne commencent l'épreuve qu'à partir des seizièmes de finale.
Au total 290 clubs participent à la 58e édition de l'epreuve.
Pour l'édition 2012-2013, cinq tours préliminaires concernent 274 clubs issus de tous les niveaux inférieurs à la Jupiler Pro League. Ces 274 équipes proviennent des divisions suivantes :
- 157 clubs provinciaux
- 63 clubs de Promotion
- 36 clubs de Division 3
- 18 clubs de Division 2
- 16 club de Jupiler League

## Calendrier
Le tirage au sort des premiers tours éliminatoires qu'entament des cercles de Promotion et de provinciales a eu lieu le 28 juin 2012, au siège de l'URSBSFA.
| Nom                               | Tirage au sort   | Date aller        | Date retour       | Équipes participantes | Équipes restantes |
| --------------------------------- | ---------------- | ----------------- | ----------------- | --------------------- | ----------------- |
| Cinquième tour préliminaire       | 27 juin 2012     | 26 août 2012      | 26 août 2012      | 32                    | 32 à 16           |
| Seizièmes de finale               | 4 septembre 2012 | 26 septembre 2012 | 26 septembre 2012 | 32 (16+16*)           | 32 à 16           |
| Huitièmes de finale               | 4 septembre 2012 | 28 novembre 2012  | 28 novembre 2012  | 16                    | 16 à 8            |
| Quarts de finale                  | 4 septembre 2012 | 12 décembre 2012  | 16 janvier 2013   | 8                     | 8 à 4             |
| Demi-finale                       | 4 septembre 2012 | 30 janvier 2013   | 2 mars 2013       | 4                     | 4 à 2             |
| Finale                            | 4 septembre 2012 | 9 mai 2013        | 9 mai 2013        | 2                     | 2 à 1             |
| * entrée des clubs de la D1 belge |                  |                   |                   |                       |                   |

## Cinquième tour préliminaire
Ce cinquième tour comporte 16 rencontres entre les qualifiés du 4e tour. Les seize vainqueurs sont assurés d'affronter un club de première division lors des seizièmes de finale.
Ce tour de compétition est initialement programmé le dimanche 26 août 2012, mais des accords entre les clubs concernés peuvent intervenir pour avancer certains matchs au samedi 25.
| N° match | Équipe 1                      | Équipe 2                      | Score 90' | Score 120' | T au b |
| 247      | R. UW Ciney (III)             | R. Union FC La Calamine (III) | 2-0       |            |        |
| 248      | KV Oostende (II)              | UR La Louvière Centre (III)   | 1-1       | 2-1        |        |
| 249      | K. SV Oudenaarde (II)         | R. White Star Woluwe FC (II)  | 1-2       |            |        |
| 250      | K. VC Westerlo (II)           | K. SK Heist (II)              | 2-0       |            |        |
| 251      | KV Woluwe-Zaventem (III)      | SV Voorde (OVl-1)             | 6-1       |            |        |
| 252      | R. Boussu D.B. (II)           | R. Antwerp FC (II)            | 0-0       | 1-0        |        |
| 253      | K. Bocholter VV (III)         | R. Excelsior Virton (III)     | 2-1       |            |        |
| 254      | K. VV Coxyde (III)            | K. AS Eupen (II)              | 2-1       |            |        |
| 255      | K. SC Grimbergen (III)        | K. FC Dessel Sport (II)       | 1-2       |            |        |
| 256      | FC Brussels (II)              | R. FC de Liège (P)            | 2-0       |            |        |
| 257      | KM SK Deinze (III)            | K. OLSA Brakel (III)          | 2-0       |            |        |
| 258      | R. Union St-Gilloise (III)    | AFC Tubize (II)               | 3-1       |            |        |
| 259      | Hoogstraten VV (III)          | R. FC Tournai (P)             | 3-1       |            |        |
| 260      | R. Entente Bertrigeoise (III) | FC Pepingen (Bbt-1)           | 2-1       |            |        |
| 261      | K. St-Truidense VV (II)       | R. CS Visé (II)               | 1-1       | 1-1        | 4-2    |
| 262      | R. Moucron-Péruwelz (II)      | Spouwen-Mopertingen (P)       | 3-0       |            |        |

## Seizièmes de finale
C'est lors de ce tour qu'entrent en lice les seize clubs de Jupiler Pro League.
Pour la première fois, l'URBSFA effectue un tirage au sort intégral. C'est-à-dire que les tours successifs sont connus jusqu'aux demi-finales. Ce tirage au sort a lieu le mardi 4 septembre 2012 au siège de la fédération.
À la lecture du tirage, on constate que des « chocs » tels qu'un derby brugeois ou Genk-Standard sont possibles en huitièmes de finale. Standard ou Genk pourrait retrouver Charleroi en quarts et Anderlecht en demies.
Les seizièmes de finale se déroulent le mercredi 26 septembre 2012. Selon des accords conclus entre les clubs concernés et/ou avec les chaînes de télévision, des rencontres peuvent être reprogrammées la veille ou le lendemain de la date prévue.
- = Tenant du trophée.

La répartition géographique des 32 clubs est la suivante : 16 clubs de Jupiler Pro League (D1), 8 clubs de Belgacom League (D2) et 8 clubs de Division 3.
| Provinces       | Total | D1 | D2 | D3 | P |
| --------------- | ----- | -- | -- | -- | - |
| Bruxelles       | 4     | 1  | 2  | 1  | 0 |
| Région flamande | 21    | 12 | 4  | 5  | 0 |
| Région wallonne | 7     | 3  | 2  | 2  | 0 |
| TOTAUX          | 32    | 16 | 8  | 8  | 0 |

|     | Dates      | Équipe 1                      | Équipe 2                       | Score 90' | Score 120' | T au b |
| S1  | 26/09/2012 | R. AEC Mons (I)               | R. UW Ciney (III)              | 3-0       |            |        |
| S2  | 26/09/2012 | K. SC Lokeren Oost-Vl. (I)    | K. FC Dessel Sport (II)        | 3-0       |            |        |
| S3  | 26/09/2012 | K. Bocholter VV (III)         | K. AA Gent (I)                 | 0-8       |            |        |
| S4  | 26/09/2012 | R. White Star Woluwe FC (II)  | KV Kortrijk (I)                | 1-1       | 1-2        |        |
| S5  | 26/09/2012 | K. Sint-Truidense VV (II)     | K. Beerschot AC (I)            | 1-1       | 1-1        | 4-2    |
| S6  | 26/09/2012 | R. SC Anderlecht (I)          | R. Boussu Dour Borinage (II)   | 2-0       |            |        |
| S7  | 25/09/2012 | R. Mouscron-Péruwelz (II)     | R. Standard de Liège (I)       | 1-1       | 2-3        |        |
| S8  | 26/09/2012 | Club Brugge KV (I)            | KV Woluwe-Zaventem (III)       | 3-0       |            |        |
| S9  | 26/09/2012 | SV Zulte-Waregem (I)          | K. VV Coxyde (III)             | 1-0       |            |        |
| S10 | 26/09/2012 | R. Union Saint-Gilloise (III) | K. RC Genk (I)                 | 0-6       |            |        |
| S11 | 26/09/2012 | K. VC Westerlo (II)           | K. Lierse SK (I)               | 2-0       |            |        |
| S12 | 26/09/2012 | KM SK Deinze (III)            | R. Charleroi SC (I)            | 2-2       | 2-4        |        |
| S13 | 26/09/2012 | Hoogstraten VV (III)          | Cercle Brugge K. SV (I)        | 1-3       |            |        |
| S14 | 26/09/2012 | KV Oostende (II)              | Oud-Heverlee Leuven (I)        | 2-1       |            |        |
| S15 | 26/09/2012 | R. Entente Bertrigeoise (III) | YR KV Mechelen (I)             | 0-6       |            |        |
| S16 | 26/09/2012 | FC Mol. Brussels Str. (II)    | K. RS Waaslaand-Beveren SK (I) | 1-1       | 1-3        |        |

## Huitièmes de finale
Ce tour est joué en une seule manche disputée sur le terrain de la première équipe citée. Un match est avancé au mardi 27/11/2012 (Anderlecht-FC Malinois) et un est reculé au jeudi 28/11/2012 (Genk-Standard). Ceci pour cause de « direct télévisé ». Le derby brugeois, lui aussi télévisé, mais par la chaîne néerlandophone VRT, est joué le même jour que les six autres parties.
Ces huitièmes de finale s'avèrent riches en suspense à défaut d'avoir du niveau de jeu élevé. Une fois de plus, il faut constater que dans la plupart des cas le public est très clairsemé : programmation un jour de semaine et météo exécrable sont les causes essentielles de cette désaffection.
Anderlecht, fort moyen ne fait la différence que pendant la prolongation contre un courageux « Club Malinois » formant un bloc défensif compact pendant tout le jeu. La partie entre Westerlo et St-Trond, tous deux pensionnaires de Division 2, est un peu folle: dix buts et une décision aux tirs au but. Les Trudonnaires mènent plusieurs fois au score (0-2, 2-4 et 3-5), mais manquent de concentration et de sang-froid en défense. Les Campinois reviennent plusieurs fois à égalité mais doivent s'avouer vaincus lors des « penalties ».
Le Sporting de Charleroi joue avec son bonheur. Les Zèbres mènent deux fois (0-1 et 1-2) et ratent un penalty à 1-1 (botté par Rossini et arrêté par Bossut qui remplace Bruzzese, exclu sur l'action amenant le coup de réparation). Rejoints au score, les Carolos sont battus aux tirs au but. L'autre club hennuyer engagé, l'AEC Mons, est aussi éliminé après une prestation fort modeste à Courtrai.
En difficulté en championnat, La Gantoise retrouve un moment de plaisir en sortant Lokeren, tenant du trophée, après les tirs au but à la suite d'un score vierge.
Le KV Oostende confirme sa bonne forme du moment. Revenus à la 2e place en D2 et y occupant la tête de la deuxième période, les Côtiers s'imposent sans bavure à Waasland-Beveren.
La répartition géographique des 16 clubs est la suivante :
| Provinces       | Total | D1 | D2 | D3 | P |
| --------------- | ----- | -- | -- | -- | - |
| Bruxelles       | 1     | 1  | 0  | 0  | 0 |
| Région flamande | 12    | 9  | 3  | 0  | 0 |
| Région wallonne | 3     | 3  | 0  | 0  | 0 |
| TOTAUX          | 16    | 13 | 3  | 0  | 0 |

- = Tenant du trophée.

|    | Dates      | Équipe 1                       | Équipe 2                   | Score 90' | Score 120' | T au b |
| H1 | 29/11/2012 | K. RC Genk (I)                 | R. Standard de Liège (I)   | 1-0       |            |        |
| H2 | 28/11/2012 | K. VC Westerlo (II)            | K. Sint-Truidense VV (II)  | 2-2       | 5-5        | 2-4    |
| H3 | 28/11/2012 | K. RS Waaslaand-Beveren SK (I) | KV Oostende (II)           | 0-3       |            |        |
| H4 | 28/11/2012 | K. AA Gent (I)                 | K. SC Lokeren Oost-Vl. (I) | 0-0       | 0-0        | 4-2    |
| H5 | 28/11/2012 | SV Zulte-Waregem (I)           | R. Charleroi SC (I)        | 2-2       | 2-2        | 4-2    |
| H6 | 28/11/2012 | Club Brugge KV (I)             | Cercle Brugge K. SV (I)    | 0-1       |            |        |
| H7 | 27/11/2012 | R. SC Anderlecht (I)           | YR KV Mechelen (I)         | 0-0       | 2-0        |        |
| H8 | 28/11/2012 | KV Kortrijk (I)                | R. AEC Mons (I)            | 1-0       |            |        |

## Quarts de finale
Les rencontres se jouent les 12 décembre 2012 (aller) et 16 janvier 2013 (retour).
La répartition géographique des 8 clubs est la suivante :
| Provinces       | Total | D1 | D2 | D3 | P |
| --------------- | ----- | -- | -- | -- | - |
| Bruxelles       | 1     | 1  | 0  | 0  | 0 |
| Région flamande | 7     | 5  | 2  | 0  | 0 |
| Région wallonne | 0     | 0  | 0  | 0  | 0 |
| TOTAUX          | 8     | 6  | 2  | 0  |   |

|    | Dates      | Équipe 1                  | Équipe 2                  | Score 90' |
| Q1 | 11/12/2012 | K. AA Gent (I)            | R. SC Anderlecht (I)      | 1-1       |
|    | 16/01/2013 | R. SC Anderlecht (I)      | K. AA Gent (I)            | 1-0       |
| Q2 | 12/12/2012 | K. Sint-Truidense VV (II) | KV Kortrijk (I)           | 0-0       |
|    | 16/01/2013 | KV Kortrijk (I)           | K. Sint-Truidense VV (II) | 1-0       |
| Q3 | 13/12/2012 | SV Zulte-Waregem (I)      | K. RC Genk (I)            | 0-5       |
|    | 16/01/2013 | K. RC Genk (I)            | SV Zulte-Waregem (I)      | 0-1       |
| Q4 | 12/12/2012 | Cercle Brugge K. SV (I)   | KV Oostende (II)          | 2-1       |
|    | 16/01/2013 | KV Oostende (II)          | Cercle Brugge K. SV (I)   | 1-2       |

## Demi-finales
|    | Dates      | Équipe 1            | Équipe 2            | Score 90' | Score 120' | T au b |  |
| D1 | 30/01/2013 | R. SC Anderlecht    | K. RC Genk          | 1-0       |            |        |  |
|    | 02/03/2013 | K. RC Genk          | R. SC Anderlecht    | 1-0       | 1-0        | 7-6    |  |
| D2 | 03/03/2013 | KV Kortrijk         | Cercle Brugge K. SV | 1-2       |            |        |  |
|    | 27/03/2013 | Cercle Brugge K. SV | KV Kortrijk         | 1-2       | 2-2        |        |  |

## Finale
Le match de la finale de la coupe est jouée le jeudi 9 mai 2013. au Stade Roi Baudouin.
| 9 mai 2013. | Cercle Brugge K. SV | 0 - 2  | K. RC Genk                | Stade Roi Baudouin                             |                                                |
| 20h45       |                     | (0 -0) | 84e Kumordzi · 88e Vossen | Spectateurs : 43 000 Arbitrage : Johan Verbist | Spectateurs : 43 000 Arbitrage : Johan Verbist |

## Nombre d'équipes par division
| Division   | Quatrième tour préliminaire | Cinquième tour préliminaire | +   | Seizièmes de finale | Huitièmes de finale | Quarts de finale | Demi-finales | Finale |
| ---------- | --------------------------- | --------------------------- | --- | ------------------- | ------------------- | ---------------- | ------------ | ------ |
| D1         |                             |                             | +16 | 16                  | 13                  | 6                | 4            | 2      |
| D2         | 18                          | 15                          |     | 8                   | 3                   | 2                |              |        |
| D3         | 27                          | 12                          |     | 8                   |                     |                  |              |        |
| Promotion  | 13                          | 3                           |     |                     |                     |                  |              |        |
| Provincial | 6                           | 2                           |     |                     |                     |                  |              |        |
| Total      | 64                          | 32                          | +16 | 32                  | 16                  | 8                | 4            | 2      |